# Robert Conn
Robert Conn (* 1969 in Arkansas) ist ein US-amerikanischer ehemaliger Tänzer, Choreograf und Ballettdirektor.

## Leben
Conn startete seine Ballettausbildung in Arkansas und setzte sie an der North Carolina School of the Arts fort, wo er auch abschloss.
1986 ging er zu den Joffrey II Dancers, 1988 ans American Ballet Theatre. Dort arbeitete er unter anderem mit Agnes de Mille und Jerome Robbins. 1993 ging er nach Kanada zum National Ballet of Canada, dort wurde er 1995 Erster Solist. Dort tanzte er mit der Primaballerina Karen Kain. 1995 spielte er neben Geena Davis in dem Film Angie einen Tänzer.
1997 wechselte Robert Conn ans Stuttgarter Ballett als erster Solist, um dort 2003 seine Karriere als Tänzer zu beenden. Im Januar 2001 war Conn Leiter der Tanzgala Dance among Friends in Sankt Pölten. 2004 ging Conn als leitender Ballettmeister am Tanztheater Nürnberg. 2005 wurde er dort zudem stellvertretender Direktor.
Conn hat zudem die Erlaubnis Ballette von Kevin O’Day, Itzik Galili, Christian Spuck und Dominique Dumais zu choreografieren.
2007 heiratete er die ehemalige Primaballerina Yseult Lendvai, mit ihr hat er zwei Söhne.
Von 2007 bis 2017 war Conn Ballettdirektor am Theater Augsburg.